# Вялово (Томская область)
Вя́лово — деревня в Парабельском районе Томской области России. Входит в состав Парабельского сельского поселения. Население 121 чел. (2021) .

## География
Находится в центральной части региона, у р. Парабель при впадении в неё притока Вяловка. Фактически слилась с райцентром — селом Парабель. К деревне примыкает соседнее Голещихино.
Уличная сеть
ул. Магистральная, ул. Полевая и ул. Трактовая.
Климат
Находится на территории, приравненной к районам Крайнего Севера.

## История
В устье р. Вяловой (Айгоровой) предположительно существовали селькупские юрты Пыкинские (Пыткинские, возможно, от южносельк. пы́ка — бык), где впоследствии поселились русские и образовалась д. Вялова. Метрические книги середины XIX в. фиксируют, что русское семейство Вяловых стабильно заключало браки с остяками Пыкиными.
В соответствии с Законом Томской области от 15 октября 2004 года № 225-ОЗ деревня вошла в состав образованного муниципального образования Парабельское сельское поселение.

## Население
| 1920 | 1939 | 1952 | 1959 | 1970 | 1977 | 1979 | 1989 | 2002 | 2010 | 2012 |
| ---- | ---- | ---- | ---- | ---- | ---- | ---- | ---- | ---- | ---- | ---- |
| 136  | ↗204 | ↘180 | ↘157 | ↘104 | ↘53  | ↘48  | ↗96  | ↗97  | ↘96  | ↗107 |
| 2013 | 2014 | 2015 | 2021 |      |      |      |      |      |      |      |
| ↗111 | ↘108 | ↘107 | ↗121 |      |      |      |      |      |      |      |

Национальный состав
Согласно результатам переписи 2002 года, в национальной структуре населения русские составляли 90 % от общей численности населения в 97 чел..

## Инфраструктура
Личное подсобное и приусадебное хозяйство.

## Транспорт
Связь с населённым пунктом осуществляется по асфальтированной дороге Парабель — Новиково.